# Alberto Salazar
Alberto Bauday Salazar (* 7. srpna 1958 Havana, Kuba) je bývalý americký atlet kubánského původu, specialista na vytrvalostní běhy.
Jeho otec José Salazar byl blízkým spolupracovníkem Fidela Castra, ale po Castrově příklonu ke komunismu se s ním rozešel a emigroval s rodinou do USA. Alberto studoval na University of Oregon a zařadil se k nejlepším univerzitním atletům. Vyhrál Newyorský maraton třikrát po sobě (1980 až 1982) a v roce 1982 také Bostonský maraton, kde jeho dramatický souboj s Dickem Beardsleym vešel do dějin jako „Duel in the Sun“, Salazar zde vytvořil svůj osobní rekord a nejlepší světový výkon roku. V roce 1980 se kvalifikoval na olympiádu v závodě na 10 000 metrů, ale kvůli bojkotu se her nezúčastnil. V roce 1984 startoval na domácí olympiádě v Los Angeles v maratónu, kde obsadil 15. místo. Byl také dvojnásobným mistrem USA na desetikilometrové trati (1981 a 1983) a držitelem národního rekordu na této trati, na mistrovství světa v krosu byl druhý v roce 1982 a čtvrtý v roce 1983. Ze zdravotních důvodů ukončil kariéru v roce 1988, ale v roce 1994 ještě vyhrál jihoafrický Comrades Marathon na trati dlouhé 90 km. V roce 2000 byl uveden do National Distance Running Hall of Fame.
Působí jako trenér v Nike Oregon Project, k jeho svěřencům patří Mo Farah. V červnu 2015 byl Salazar obviněn, že závodníkům podává zakázané látky, Farah s ním však odmítl přerušit spolupráci.

## Osobní rekordy
- 5000 m 13:11.93 (Stockholm, 1982)
- 10 000 m 27:25.61 (Oslo, 1982)
- Maratón 2:08.13 (New York 1981); 2:08:52 (Boston 1982)[4]